# USA Limoges
Union Sportive et Athlétique de Limoges (kurz USA Limoges) ist ein Rugby-Union-Verein aus der französischen Stadt Limoges im Département Haute-Vienne. Er ist in der höchsten Amateurliga Fédérale 1 vertreten. Die Heimspiele werden im Parc municipal des sports de Beaublanc ausgetragen.
Gegründet wurde der Verein im Jahr 1902 als Association Sportive de Limoges; 1943 änderte er seinen Namen in USA Limoges. Nachdem der Verein 2006 in die zweithöchste Liga Pro D2 aufgestiegen war, wurde er zwei Jahre später wieder in die Fédérale 1 relegiert.

## Erfolge
- Meister Fédérale 1: 2003
- 2. Platz Fédérale 1: 2006

## Bekannte Spieler
- Ionuţ Tofan (Rumänien)